# Великово (Даниловский район)
Вели́ково — деревня в Даниловском районе Ярославской области России. Входит в составе Даниловское сельское поселение

## География
Находится в 26 км от Данилова по автомобильной дороге Череповец — Данилов. Единственная улица деревни — Цветочная.

## Население
| 2007 | 2010 |
| ---- | ---- |
| 11   | →11  |

Постоянное население на 1 января 2007 года — 6 человек.